# Artem Hromov
Artem Ihorovyč Hromov (in ucraino Артем Ігорович Громов?; Stryj, 14 gennaio 1990) è un calciatore ucraino, centrocampista dell'Union Mauer.

## Carriera

### Club
Ha giocato nella massima serie del campionato ucraino con il Vorskla, con cui ha preso parte anche a 7 partite di UEFA Europa League nella stagione 2011-2012.

### Nazionale
Il 3 settembre 2014 ha esordito con la nazionale ucraina nell'amichevole vinta contro la Moldavia per 1-0.

## Palmarès

### Club

#### Competizioni nazionali
- Supercoppa d'Ucraina: 1

Dinamo Kiev: 2016